# گوشر تیکیکاتا
گوشر تیکیکاتا (به لاتین: Ghosher Tikikata) یک منطقهٔ مسکونی در بنگلادش است که در ناحیه پیروج‌پور واقع شده‌است.